# Moulin à eau Roy de Baie-des-Sables
Le Moulin à eau Roy de Baie-des-Sables est l'un des derniers moulins à eau du Québec au Canada. Construit en 1838, il est l'un des trente-trois bâtiments d’intérêt patrimonial retenus lors d'un inventaire et d’une caractérisation de l’héritage architectural des dix municipalités de la municipalité régionale de comté (MRC) de La Matanie. Il témoigne des premières années de colonisation du territoire. Selon cet inventaire, «Avec son toit à deux pentes recourbées, l’ancien moulin à farine, construit en 1838, est le seul bâtiment du genre sur le territoire de la MRC de Matane. Sa valeur patrimoniale est exceptionnelle ainsi que son potentiel monumental et historique. Malgré quelques interventions qui altèrent l’authenticité du bâtiment, la plupart de ses composantes d’origine sont préservées.» Le moulin ne fait plus farine, mais la surface autrefois utilisée pour la mouture a maintenant une fonction commerciale. L'ancien logis du meunier est occupé par la propriétaire et sert aussi de gîte touristique.

## Identification
- Nom du bâtiment : Moulin à eau Roy
- Adresse civique : 202, route 132 est
- Municipalité : Baie-des-Sables
- Propriété : Privée

## Chronologie
- 1838 : Construction
- 2003 : Acquisition du moulin par la propriétaire actuelle
- 2003-2013 : Rénovations majeures

## Architecture
À venir

## Protection patrimoniale
Le moulin ne bénéficie d'aucune protection par le ministère de la Culture et des Communications du Québec ou par la Municipalité en vertu de la Loi sur les biens culturels.

## Mise en Tourisme
Le moulin est situé sur son site d'origine. Son intégrité a généralement été préservée. La plupart de ses composantes d'origine sont préservées. Après des rénovations majeures entre 2003-2013, le moulin est exploité comme boutique d'antiquités, centre d'art et artisanat, gîte touristique et salon de thé. Il fait partie de la Route du thé, route touristique créée en 2013 dans la région touristique du Bas-Saint-Laurent.